# Sweta Singh
Sweta Singh es una periodista y presentadora de noticias india. Es presentadora de noticias y editora ejecutiva senior de programación especial en Aaj Tak.

## Carrera
Singh comenzó su carrera cuando aún estaba en su primer año de estudios de posgrado en la Universidad de Patna. Tiene varias firmas a su nombre en la edición Patna de The Times of India y en la edición Hindustan Times Patna, antes de cambiarse a los medios electrónicos en 1998. Trabajó para Zee News y Sahara, antes de unirse a Aaj Tak en 2002. Es conocida por su experiencia en la cobertura de noticias relacionadas con los deportes. Su programa Sourav ka Sixer ganó el premio al mejor programa deportivo otorgado por la Federación de Periodismo Deportivo de la India (SJFI) en 2005. También ha aparecido en algunas películas, como Chak De! India, Chakravyuh y Jhund como presentadora de noticias de Aaj Tak. Singh también presentó el programa History of Patliputra durante las elecciones a la Asamblea Legislativa de Bihar de 2015.
Singh ha sido criticada por no cuestionar al gobierno gobernante de la NDA. En 2016, después de que el gobierno de la NDA anunciara la desmonetización de los billetes indios, afirmó erróneamente que el billete indio de 2000 rupias recién introducido contendría nanochips avanzados.